# Stanislav Martinkovič
Stanislav Martinkovič (* 14. dubna 1946) je bývalý slovenský fotbalista, útočník.

## Fotbalová kariéra
Hrál za Spartak Trnava. V československé lize nastoupil v 167 utkáních a dal 36 gólů. S Trnavou získal 5 mistrovských titulů – 1968, 1969, 1971, 1972 a 1973. Vítěz Československého poháru v roce 1971. V Poháru mistrů nastoupil v 19 utkáních a dal 6 gólů, v Poháru vítězů pohárů nastoupil ve 3 utkáních a dal 1 gól a v Poháru UEFA nastoupil v 6 utkáních. Po skončení ligové kariéry přestoupil z Trnavy do SH Senica. Základní vojenskou službu absolvoval v dresu RH Cheb a zahrál si divizi skupinu A a 2. československou fotbalovou ligu.

## Ligová bilance
| Ročník                                     | Zápasy | Góly | Klub           |
| ------------------------------------------ | ------ | ---- | -------------- |
| 1. československá fotbalová liga 1964/1965 | 9      | 0    | Spartak Trnava |
| Divize A 1965/1966                         | -      | 3    | RH Cheb        |
| 2. československá fotbalová liga 1966/1967 | -      | 3    | RH Cheb        |
| 1. československá fotbalová liga 1967/1968 | 15     | 7    | Spartak Trnava |
| 1. československá fotbalová liga 1968/1969 | 23     | 6    | Spartak Trnava |
| 1. československá fotbalová liga 1969/1970 | 24     | 7    | Spartak Trnava |
| 1. československá fotbalová liga 1970/1971 | 30     | 10   | Spartak Trnava |
| 1. československá fotbalová liga 1971/1972 | 22     | 2    | Spartak Trnava |
| 1. československá fotbalová liga 1972/1973 | 21     | 2    | Spartak Trnava |
| 1. československá fotbalová liga 1973/1974 | 19     | 0    | Spartak Trnava |
| 1. československá fotbalová liga 1974/1975 | 2      | 1    | Spartak Trnava |
| LIGA CELKEM                                | 165    | 35   |                |